# Madi Epply
Magdalena Maria „Madi“ Epply, auch Mädi Epply und Mady Epply, verheiratete Epply-Staudinger (* 22. September 1907 in Wien; † 23. Juli 2005 ebenda), war eine österreichische Wasserspringerin. Sie war in den Disziplinen Kunst- und Turmspringen mehrmalige österreichische Meisterin und Europameisterin. Sie nahm an den Olympischen Spielen 1932 und 1936 teil.

## Leben und sportliche Karriere
Madi Epply betrieb im Wiener Stadtteil Gersthof als Friseurmeisterin einen Friseursalon mit vier Angestellten und zwei Lehrlingen. Die klein gewachsene blonde Frau war sportlich: Sie war Skifahrerin und nach eigener Aussage „begeisterte Eisläuferin“ und besaß das Sportabzeichen des österreichischen Hauptverbandes für Körpersport.
Mit dem Wasserspringen begann sie erst 1928 und nahm hierfür Unterricht in Gymnastik und akrobatischem Turnen bei dem Wiener Sportlehrer Eduard „Edi“ Polz (1896–1974). Bereits bei ihrer ersten Teilnahme an einem Wettbewerb besiegte sie im Rahmen eines Städtewettkampfes Wien–Berlin die deutsche Olympiakandidatin Ilse Meudtner im Turmspringen. In den Jahren 1930 bis 1939 war Epply jeweils österreichische Meisterin im Kunst- und Turmspringen. Bei den Schwimmeuropameisterschaften 1931 in Paris gewann sie die Goldmedaille im Turmspringen vom 10-Meter-Brett und die Silbermedaille im Kunstspringen vom 3-Meter-Brett.

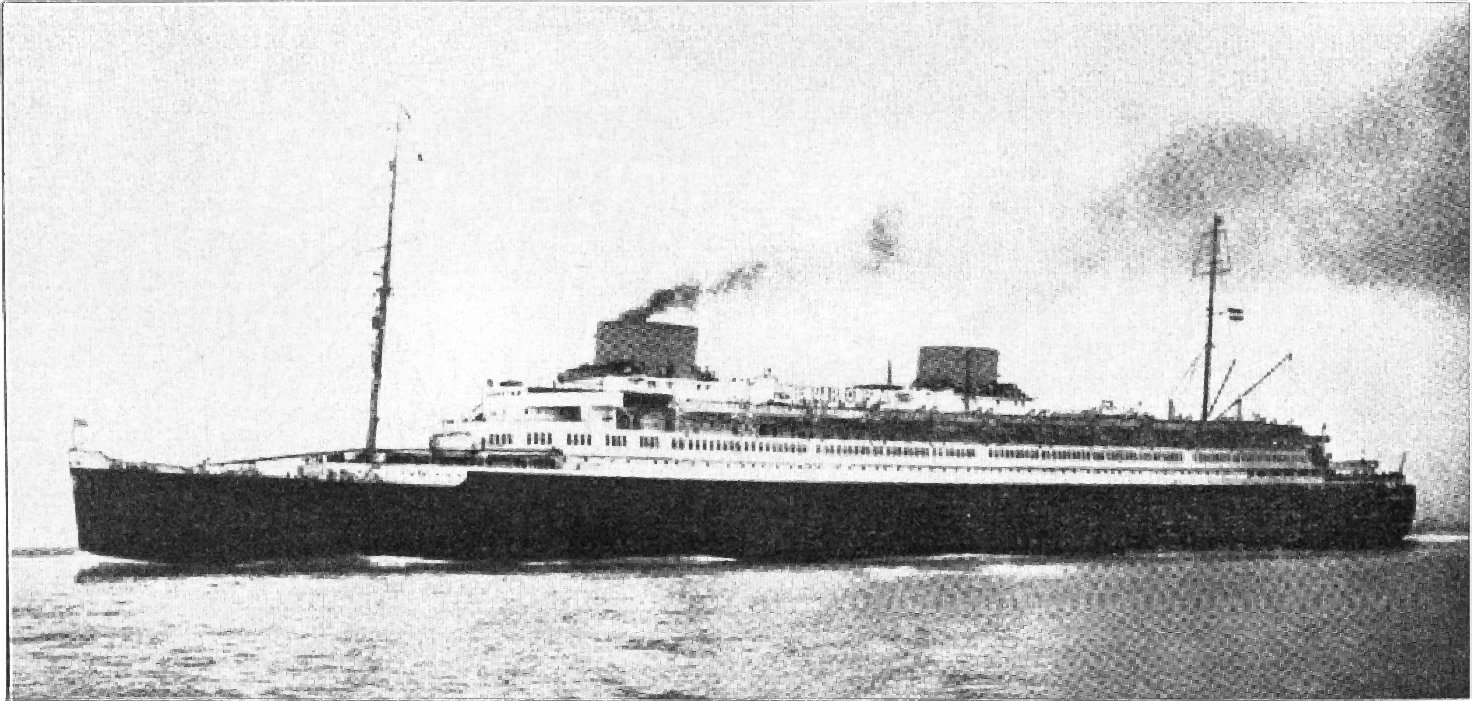
Mit dem Passagierdampfer Europa überquerte Epply im Juli 1932 gemeinsam mit dem österreichischen Olympiakader den Atlantischen Ozean.

Im Jahr 1932 qualifizierte sie sich für die Olympischen Sommerspiele in Los Angeles. Im Vorlauf nahm sie mit weiteren Olympiakandidaten und Sportfunktionären an einem Empfang des damaligen österreichischen Bundespräsidenten Wilhelm Miklas teil. Am 10. Juli 1932 trat der Olympiakader in Bremen die sechstägige Schiffsreise mit dem modernen Dampfschiff Europa nach New York an. Gemeinsam mit Epply reisten unter anderem die Florettfechterin Ellen Preis, der Ringer Nikolaus Hirschl, der Gewichtheber Karl Hipfinger und ihr späterer Ehemann, der Wasserspringer Sepp Staudinger; mit an Bord waren auch der deutsche Sportjournalist Kurt Doerry und der Pressezeichner Emil Stumpp aus Berlin. Epply schloss die Wettbewerbe im Kunstspringen in Los Angeles als Sechste unter acht Teilnehmerinnen aus sechs Ländern ab und belegte im kombinierten Turmspringen mit jeweils zwei Sprüngen vom 5- und 10-Meter-Brett den siebten Rang. An den Olympischen Sommerspielen 1936 in Berlin nahm sie ebenfalls teil und belegte dort im Kunstspringen Rang 12 und im Turmspringen Rang 21.

## Resonanz in den Medien
Madi Epply und Josef Staudinger waren in den 1930er-Jahren während ihrer Trainings- und Wettkampfsprünge ein beliebtes Motiv des Sportfotografen Lothar Rübelt (1901–1990), dessen Arbeiten heute in Museen und Sammlungen enthalten sind und bei Auktionen zu hohen Preisen gehandelt werden. Im Jahr 1985 zeigte ein Plakat zur Fotografie-Sonderausstellung „Das Geheimnis des Moments“ in der Wiener Albertina ein im Jahr 1932 entstandenes Rübelt-Foto des Paares Epply/Staudinger bei einem Doppelsprung vom 10-Meter-Turm in den Millstätter See. Ein weiteres Doppelsprungfoto aus dem Jahr 1935 mit dem Titel „Mädy Epply und Sepp Staudinger bei einem Doppelsprung vom 10-Meter-Turm“ ist auf dem Einband des Begleitbuches zur Ausstellung „Im Blickpunkt“ zu sehen, die im Jahr 2002 von der Fotosammlung der Österreichischen Nationalbibliothek ausgerichtet wurde.
Das Interesse der österreichischen Medien an der international erfolgreichen Spitzensportlerin war groß. In der Frauenzeitschrift Das Wort der Frau erschien beispielsweise im Oktober 1931 der Artikel Unsere Europameisterin: Besuch bei Mädi Epply. Ihr Hochzeitsfoto wurde im Jahrbuch 1935 der Berliner Illustrirten Zeitung abgedruckt. In einem Interview der Zeitschrift Fußball-Sonntag, die Anfang 1938 auch Madi Epply als prominente Sportlerin zu dem damals kontrovers diskutierten Thema Frauenfußball befragte, sagte sie:

„Solche Art von Kampfsport – ich nehme da den Handballsport hinzu – eignet sich nicht für Frauen. […] Frauen, die schwitzend, mit aufgelösten Haaren, einander stoßen und rempeln, sind ein Anblick, der niemand Vergnügen bereiten kann, der vielleicht Männern zur Belustigung dienen mag […]. Den Frauenfußball verabscheue ich.“

## Persönliches
Am 29. Juni 1935 heiratete Epply in Wien ihren Sportskollegen Josef „Sepp“ Staudinger (1906–1998), den Europameister im Turmspringen von 1931. Diese Ehe wurde am 23. Februar 1942 geschieden. Im selben Jahr heiratete sie erneut und hieß ab diesem Zeitpunkt mit Familiennamen Tanzer. Sie wurde unter dem Namen Magdalena Tanzer auf dem Gersthofer Friedhof begraben.
Die Operettensängerin Dely Drexler war ihre Schwester.

## Trivia
In dem 1934 herausgegebenen Sammelalbum „Rekord im Sport“ war auch ein Sammelbild mit einem Foto von Madi Epply enthalten (Bild Nr. 157). Es handelte sich dabei um ein Album für Zigarettenbilder der Dresdner Zigarettenfabrik Greiling, für das der deutsche Sportjournalist Kurt Doerry die Texte geschrieben hatte.